# Erik Granfelt
Erik Gustaf Granfelt (Stockholm, 1883. november 17. – Täby, 1962. február 18.) az 1906-os nem hivatalos olimpiai játékokon bronzérmet nyert svéd kötélhúzó, az 1908-as olimpiai játékokon aranyérmet nyert tornász.
Az 1906. évi nyári olimpiai játékokon indult kötélhúzásban. Egyenes kieséses volt a verseny. Az első körben kikaptak a görögöktől, majd a bronzmérkőzésen megverték az osztrákokat.
Részt vett a következő, már hivatalos olimpián, az 1908. évi nyári olimpiai játékokon, és tornában csapat összetettben aranyérmes lett.